# Anton August Heinrich Lichtenstein
Anton August Heinrich Lichtenstein (Helmstedt, 25 de agosto de 1753 — Helmstedt, 17 de fevereiro de 1816) foi um zoólogo e bibliotecário alemão.
Filho do conselheiro e prefeito de Helmstedt Johann Diedrich Lichtenstein e pai do zoólogo Martin Lichtenstein.
Sua educação inicial ficou a cargo do secretário municipal Lange, que o preparou para o ginásio. Lá foi aluno do diretor M. Mirus (latim) e Beauregard (francês). Na páscoa de 1771 foi para a Universidade de Göttingen, onde frequentou aulas dos professores Gottfried Less, Johann David Michaelis, Johann Peter Miller e Christian Wilhelm Franz Walch.
No fim de setembro de 1772 foi para a Universidade de Leipzig, onde dentre outros foi aluno de Christian August Crusius e Johann August Ernesti. No início de 1773 a família o levou de volta para casa, devido à morte de seu pai. Lichtenstein permaneceu em sua cidade natal e recebeu do conselho da cidade a partir de 30 de outubro de 1773 uma licença para lecionar línguas orientais. O teólogo Heinrich Philipp Konrad Henke o auxiliou de forma eficaz.
Quando Lichtenstein foi chamado no outono de 1774 para a Universidade de Jena como professor extraordinário de filosofia, ele recusou a oferta e avançou assim a diretor da escola municipal de Helmstedt. 
Com efeito a partir de 26 de agosto de 1777 o Scholarkollegium de Hamburgo o chamou para ser vice-diretor da Gelehrtenschule des Johanneums, e em 7 de dezembro de 1777 ele apresentou lá sua palestra inaugural De libertate liberalitatis. A partir de 1782 foi reitor do Johanneum.
De 1794 a 1796 foi assistente de biblioteca e de 1796 a 1798 foi diretor da Biblioteca Pública de Hamburgo. Em 1798 foi então professor da Universidade de Helmstedt.
Com a idade de 62 anos faleceu em 17 de fevereiro de 1816 de uma febre intensa (possivelmente febre tifoide) em sua cidade natal.

## Obras
- Catalogus Rerum Naturalium Rarissimarum (1793)
- Catalogus Musei zoologici ditissimi Hamburgi (1796)